# Exocentrus ruficollis
Exocentrus ruficollis es una especie de escarabajo longicornio del género Exocentrus, subfamilia Lamiinae. Fue descrita científicamente por Lameere en 1892.
Se distribuye por Burundi, Costa de Marfil, Gabón, Ghana, Guinea Ecuatorial, Kenia, Mozambique, Uganda, República Centroafricana, República Democrática del Congo, República Sudafricana, Ruanda, Tanzania y Togo. Mide 4-7,5 milímetros de longitud. El período de vuelo ocurre en los meses de enero, febrero, marzo y abril.